# Wira Krepkina
Wera Samujiliwna Krepkina ukr. Віра Самуїлівна Крепкіна, język rosyjski Вера Самойловна Крепкина, z domu Kałasznykowa ukr. Калашникова (ur. 15 kwietnia 1933 w Kotielniczu, zm. 25 kwietnia 2023 w Kijowie) – ukraińska lekkoatletka reprezentująca Związek Radziecki, specjalistka sprintu i skoku w dal, mistrzyni olimpijska z 1960.
Była głównie sprinterką, choć największy sukces osiągnęła w skoku w dal.
Rozpoczęła międzynarodową karierę na igrzyskach olimpijskich w 1952 w Helsinkach, gdzie zajęła wraz z koleżankami 4. miejsce w sztafecie 4 × 100 metrów, a w biegu na 100 metrów odpadła w ćwierćfinale.
Na mistrzostwach Europy w 1954 w Bernie Zdobyła złoty medal w sztafecie 4 × 100 metrów (sztafeta biegła w składzie: Krepkina, Rimma Ulitkina, Marija Itkina i Irina Turowa. Na igrzyskach olimpijskich w 1956 w Melbourne odpadła w półfinale biegu na 100 metrów i ponownie zajęła 4. miejsce w sztafecie 4 × 100 metrów.
Ponownie zdobyła złoty medal w sztafecie 4 × 100 metrów na mistrzostwach Europy w 1958 w Sztokhomie (w składzie: Krepkina, Linda Kepp, Nonna Polakowa i Wałentyna Masłowska). Na tych samych mistrzostwach wywalczyła srebrny medal w biegu na 100 metrów, za Heather Young z Wielkiej Brytanii.
Zdobyła złoty medal w skoku w dal na igrzyskach olimpijskich w 1960 w Rzymie, poprawiając rekord olimpijski wynikiem 6,37 m. Pomogła jej w tym obrończyni tytułu (i prowadząca do tej pory) Elżbieta Krzesińska, która doradziła, jak poprawić rozbieg. W sztafecie 4 × 100 m Krepkina po raz trzeci zajęła 4. miejsce, a w biegu na 100 metrów odpadła w półfinale.
Dwukrotnie poprawiała rekord świata w sztafecie 4 × 100 metrów: 20 września 1953 w Budapeszcie czasem 45,6 (w składzie: Kałasznykowa, Zinaida Safronowa, Nadieżda Chnykina-Dwaliszwili i Turowa) oraz 27 lipca 1956 w Kijowie czasem 45,2 (w składzie: Krepkina, Olga Koszelewa, Itkina i Turowa). 9 sierpnia 1953 w Bukareszcie ustanowiła rekord świata w sztafecie 4 × 200 metrów rezultatem 1:36,4 (w składzie: Krepkina, Safronowa, Flora Kazancewa i Dwaliszwili). 13 września 1958 w Kijowie wyrównała rekordświata w biegu na 100metrów czasem 11,3 s.
Była mistrzynią ZSRR w biegu na 100 metrów w 1952, 1957 i 1958, w biegu na 200 metrów w 1952, w sztafecie 4 × 100 metrów w 1952, 1960 i 1965 oraz w sztafecie 4 × 200 metrów w 1952.
Została odznaczona Orderem Lenina w 1960.